# Sebastian II. Grabner zu Rosenburg
Sebastian II. Grabner zu Rosenburg und Pottenbrunn (* im 16. Jahrhundert; † 1610), auch Sebastian von Grabner oder Sebastian Grabner der Jüngere war ein Adeliger des Erzherzogtums Österreich unter der Enns. Während der Reformation war Grabner einer der führenden Protestanten des Landes, Deputierter der Stände sowie Unterzeichner des Horner Bundes. Zwischen den Jahren 1593 und 1597 baute er die Rosenburg zum prächtigen Renaissanceschloss um, und war auch für den Umbau von Schloss Pottenbrunn verantwortlich. Die Grabner zählten im Laufe des 16. und beginnenden 17. Jahrhunderts zu den reichsten und angesehensten Familien Österreichs, und zu den bestimmenden protestantischen Adelsfamilien des Landes. Grabner war Herr von  Rosenburg, Pottenbrunn, Siebenbrunn, Judenau, Schlickendorf in Niederösterreich sowie von Joslowitz in Mähren.

## Familie
Sebastian Grabner war der Sohn von Leopold Grabner zu Rosenburg aus der Zweiten Niederösterreichischen Linie der Grabner zu Rosenburg der weitverzweigten Herren von Graben und der Freiin Ehrentraud von Königsberg. Die unter anderem mit den Herrschaften Rosenburg, Zagging und Pottenbrunn ausgestattete Familie Grabner stand aufgrund ihrer aktiven Förderung des Protestantismus in Opposition zu den Habsburgern.

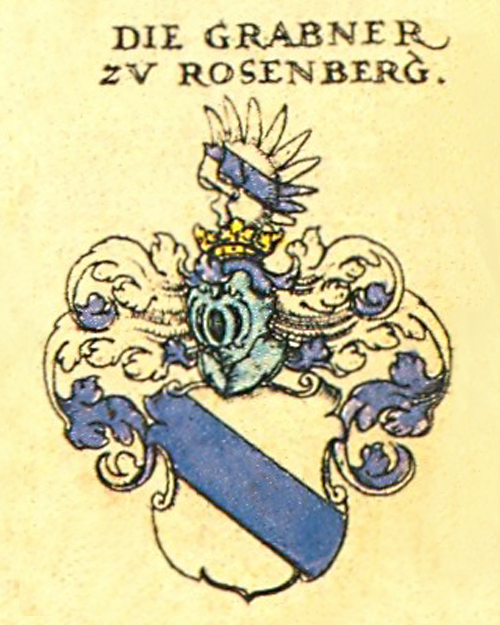
Wappen der Grabner zu Rosenberg (Rosenburg)
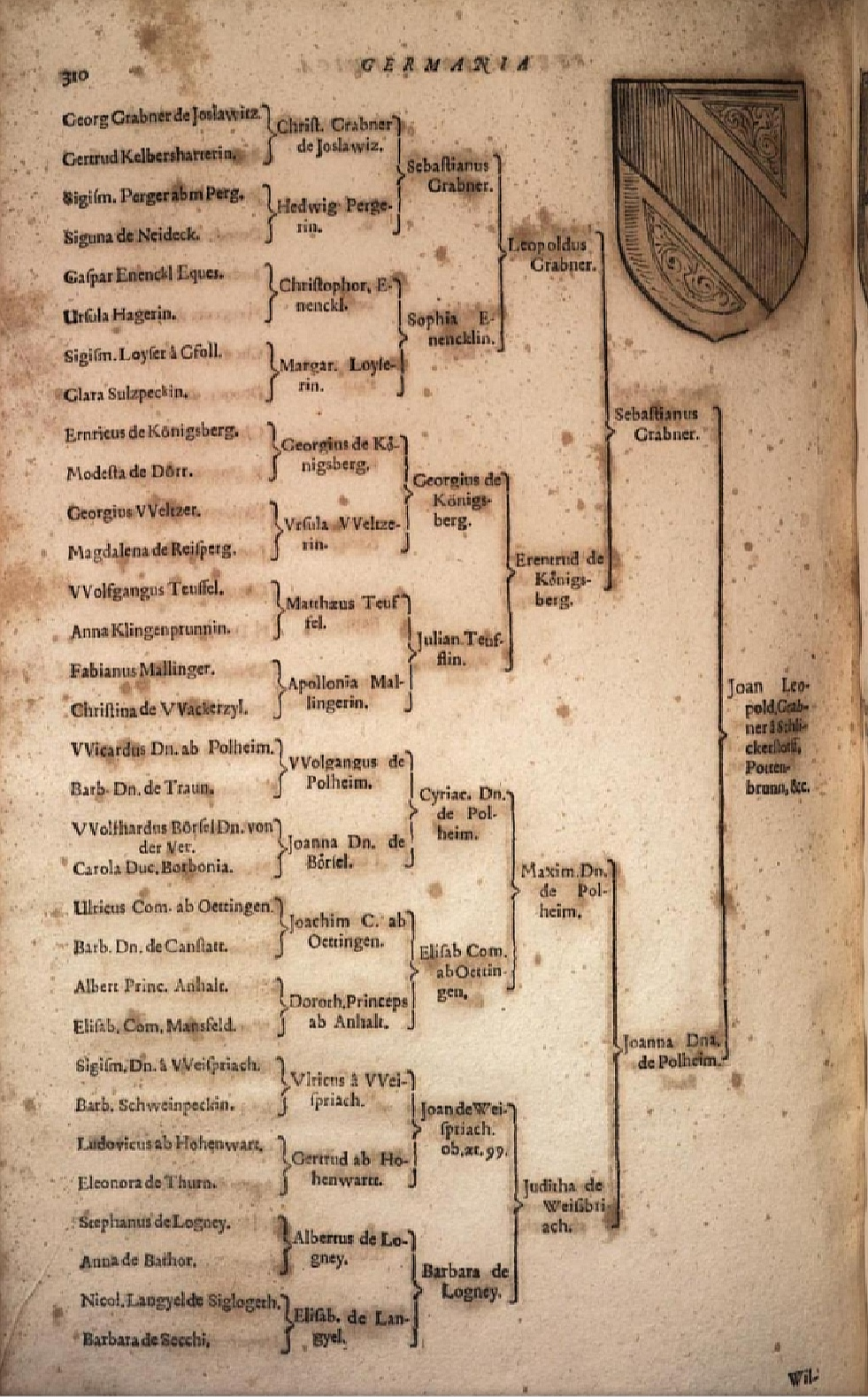
Adelsprobe Leopold Grabners (1671)

Sebastian Grabner ehelichte in erster Ehe mit Johanna von Polheim (* 14. 6. 1561, † 15. 6. 1593), Tochter von Maximilian von Polheim und Wartenberg (* 1525, † 20. 4. 1570) und Judith von Weißpriach († 5. 11. 1578). Die Familie Polheim war mit den bedeutendsten Familien der Habsburgermonarchie und darüber hinaus verwandt. Johanna entstammte via ihrer Großmutter Elisabeth Gräfin von Öttingen (* 1503) dem Haus Öttingen, und mittels ihrer Urgroßmutter Johanna von Borsselen, Gräfin von der Veer (* 1476; † 1509) den Geschlechtern Borsselen und Bourbon-Montpensier, letztere Abkömmlinge von König Ludwig dem Heiligen von Frankreich. Ihre Schwager entstammten den Geschlechtern Althann, Abensberg-Traun und Salm. Sebastian Grabner und Johanna von Polheim hatten vier Kinder:
- Esther Sophia Grabner von (zu) Rosenburg, ehelichte Gottfried Freiherr von Landau, abstammend aus dem Haus Württemberg.[6][7][8]
- Maria Grabner von (zu) Rosenburg (1589–1623), ehelichte Johann Ludwig Graf von Kuefstein
- Johann Leopold Grabner zu Rosenburg, blieb unverheiratet
- Friedrich Christoph Grabner zu Rosenburg, ehelichte Petronella oder Rosina von Hochenburg; emigrierte 1618 oder 1619 nach Regensburg und weiter nach Franken, wo er kinderlos verstarb, und somit sein Geschlecht ausgestorben ist[2]

Aus seiner zweiten Ehe mit Margaretha (Marusch) von Zelking wurden ihm keine Nachkommen geboren. Nach Grabners Tod versuchte sie das Exekutionsverfahren über die mit hohen Schulden belegte Herrschaft Pottenbrunn durch Ansuchen an das Verordeten Kollegium einzustellen.

## Wirken
Nach dem Tod seines Vaters erbte Sebastian Grabner dessen bedeutenden Grundbesitz in Niederösterreich und Mähren, namentlich die Herrschaften Rosenburg, Pottenbrunn, Siebenbrunn, Judenau und Schlickendorf resp. Joslowitz. Zwischen 1593 und 1597 baute er um die immense Summe von 50.000 Gulden die Rosenburg von einer gotischen Burganlage zum heutigen Renaissanceschloss mit 13 Türmen um, dass unter ihm zu einem Zentrum des Protestantismus in Österreich wurde. In einer eigens auf der Burg eingerichteten Druckerei wurde protestantische Literatur gedruckt. Eine Steintafel auf der Rosenburg, mit den Wappen der Grabner und deren Verwandten umrandet, erinnert an den Umbau:

„Anno MDLXXXXIII (1598) nach unseres Erlösers und Seligmachers Jesu Christi Geburt hat dieses uralte Schloss Rosenburg am grossen Kamp meistentheils von Neuem erbaut und renoviert der Edel und Gestreng Herr Herr Sebastian Grabner zu Rosenburg und Pottenbrunn auf Siebenbrunn Fürstlich Durchlauchtigkeit Erzherzog Mathias von Österreich Fuerschneider und Frau Johanna Grabnerin, eine geborene Freyn von Polheims und Wartenberg sein ehlich Gemahl.“

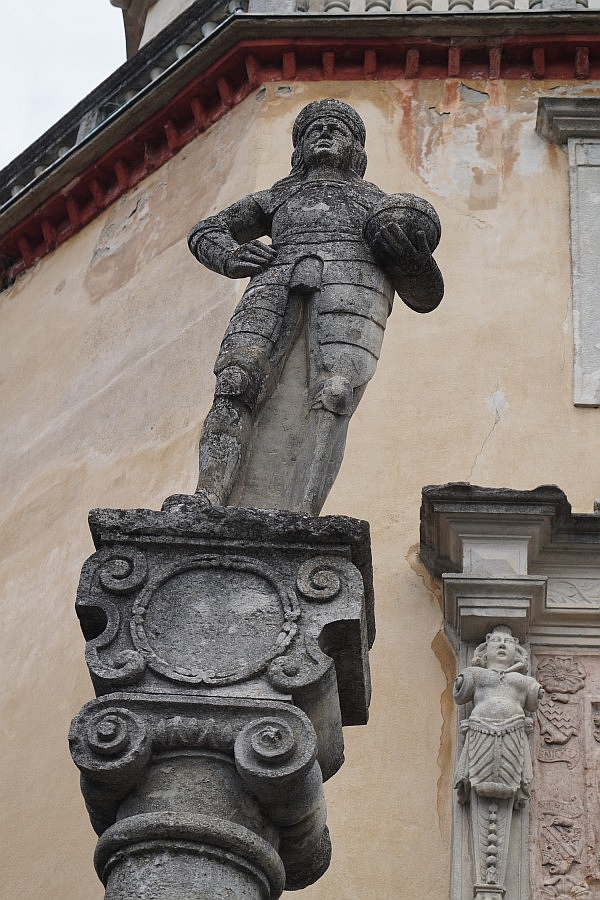
Standbild des Sebastian Grabner auf der Rosenburg
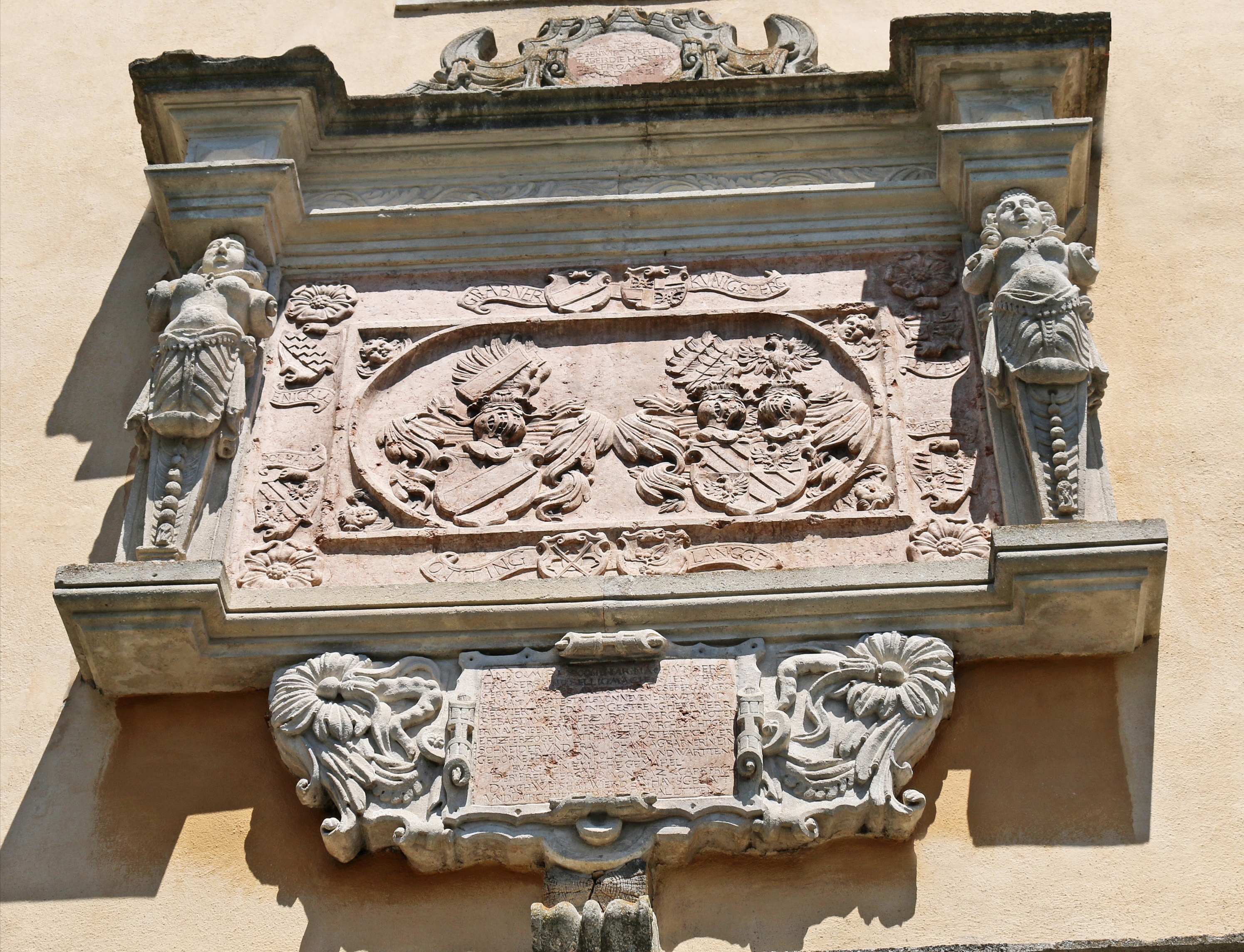
Steintafel mit der Inschrift, die an den Umbau der Rosenburg erinnert, sowie umrandet von den Wappen der Grabner und deren Verwandten

Die Wappen neben der Inschrift der Steintafel zeigen die des Sebastian Grabner und seiner Frau Johanna (rechts [heraldisch] das Grabnerische und links das Pollheim—Wartenbergische). Um diese herum gruppieren sich die Wappen der mit den Grabnern verbundenen Adelsgeschlechter: das der Grabner selbst, Königsberg, Enenkel, Polheim, Teufel, Weißpriach, Öttingen und Langew; gemeint ist das Geschlecht der Lónyay mittels Barbara Lónyay (* 1505), Obersthofmeisterin, die mit Johann von Weißpriach verehelicht war.
Sebastian Grabner war auch für die entscheidenden Umbauten von Schloss Pottenbrunn verantwortlich, als er um 1600 die Vorburg zum zweiflügeligen Wohnschloss ausgebauten ließ. 1593 wurde er als Vorschneider von Erzherzog Matthias, dem nachmaligen Kaiser, genannt. 1608 gehörte er gemeinsam mit seinem Sohn Johann Leopold zu den Unterzeichnern des Horner Bundes. 1609 und 1610 war er Deputierter der evangelischen Stände Niederösterreichs, saß im Ausschuss der von ihnen geforderten Religionsfreiheit und stand dadurch auch in diplomatischen Verhandlungen mit Kaiser Matthias. 1604 musste Grabner die Rosenburg aufgrund hoher Schulden, die er in den Umbau zum prachtvollen Renaissanceschloss gesteckt hatte, an Hans Jörger zu Tollet verkaufen.

## Diverses
- 1590 wird Sebastian Grabner als Besitzer von 57 Häusern und der Ortsobrigkeit für Zellerndorf erwähnt, des Weiteren von 13 Häusern in Watzelsdorf und 14 Häusern sowie der Ortsobrigkeit in Dietmannsdorf. 1604 überlässt er das Amt einem Albrecht Hoffmann zu Unternalb, der alles wiederum 1605 an Ludwig von Starhemberg verkauft.
- Sebastian Grabner wurde fälschlicherweise auch als Sebastian Grabmayr erwähnt.[15]

## Information
Die Daten zu diesem Artikel wurden aus der Von Graben Forschung von Matthias Laurenz Gräff übernommen.